# Paricutin
Paricutin (sau Volcán de Parícutin, de asemenea, Paricutín) este un vulcan cu conul de zgură din statul mexican Michoacán, aproape de un sat care a fost acoperit de lavă și are același nume ca vulcanul.Paricutin face parte din categoria vulcanilor monogenetici, care nu mai erup după ce își formează aparatul, ridicându-se printr-o singură erupție sau un șir de erupții fără perioade lungi de calm intercalate. Conul este compus din zgură, materiale piroclastice, lave pietrificate

## Istorie
Vulcanul a inceput, la 20 februarie 1943, ca o fisură într-un lan de porumb deținut de un agricultor pe nume Dionisio Pulido. Pulido, soția sa și fiul lor au asistat la toată erupția inițială de cenușă și pietre deoarece își arau terenul în acel moment. Vulcanul a crescut rapid, ajungând la înălțimea de cinci etaje în doar o săptămână, și putea fi văzut de departe într-o lună. O mare parte din creșterea vulcanului a avut loc în primul an, în timp ce era încă în faza de explozii piroclastice. Satele din apropiere, Paricutin (după care vulcanul a fost numit) și San Juan Parangaricutiro, au fost îngropate în lavă și cenușă; locuitorii au fost mutați pe un teren viran din apropiere.  
La sfârșitul acestei faze, după aproximativ un an, vulcanul a crescut la 336 de metri înălțime. Vulcanul a continuat să erupă în următorii opt ani, deși fenomenul a fost dominat de erupții de lavă relativ liniștite, care au ars zona înconjurătoare pe o suprafață de 25 km2. Activitatea vulcanului a intrat lent în declin, până în ultimele șase luni ale erupției, în cursul cărora au fost frecvente violente activități de explozie. În 1952, erupția s-a încheiat și Paricutin a devenit liniștit, atingând o înălțime finală de 424 de metri deasupra lanului de porumb din care s-a născut. Vulcanul a fost liniștit de atunci. Ca cele mai multe conuri de zgură, Paricutin este considerat a fi un vulcan monogenetic, ceea ce înseamnă că după ce a terminat să erupă, niciodată nu va mai erupe din nou. O altă erupție vulcanică într-un câmp monogenetic va apărea într-un loc nou.
Trei oameni au murit ca rezultat al fulgerelor cauzate de erupții, dar niciun deces nu a fost atribuit lavei sau asfixierii. Scene cu vulcanul în timpul fazei sale active au fost incluse în filmul „Căpitanul din Castilia” (Captain from Castile) produs de 20th Century Fox, film lansat în 1947.

## Geografia
Paricutin face parte din zona vulcanică Michoacán-Guanajuato, care acoperă o mare parte din regiunea vest-centrală a Mexicului.
Vulcanismul este o parte obișnuită a peisajului mexican. Paricutin este cel mai tânăr vulcan din cele peste 1.400 de guri vulcanice care există în Centura Vulcanică Trans-Mexicană și America de Nord. 

### Particularitate
Paricutin este vulcanul cu cea mai rapidă dezvoltare și cea mai spectaculoasă apariție. Vulcanul este unic deoarece formarea sa a fost observată de la începuturile sale.

## Galerie

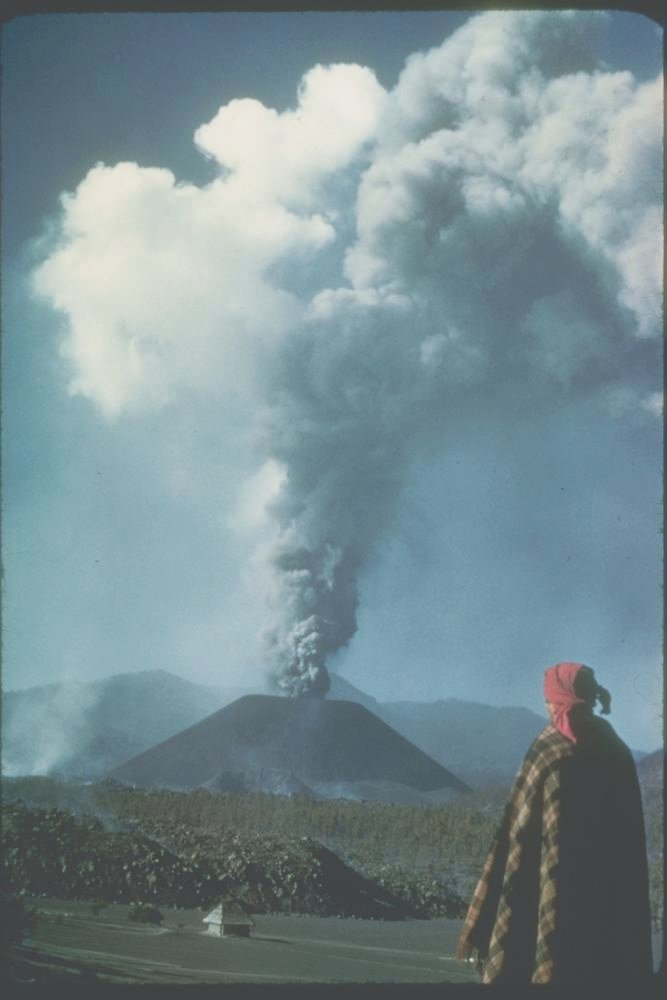
Conul de zgură în 1943
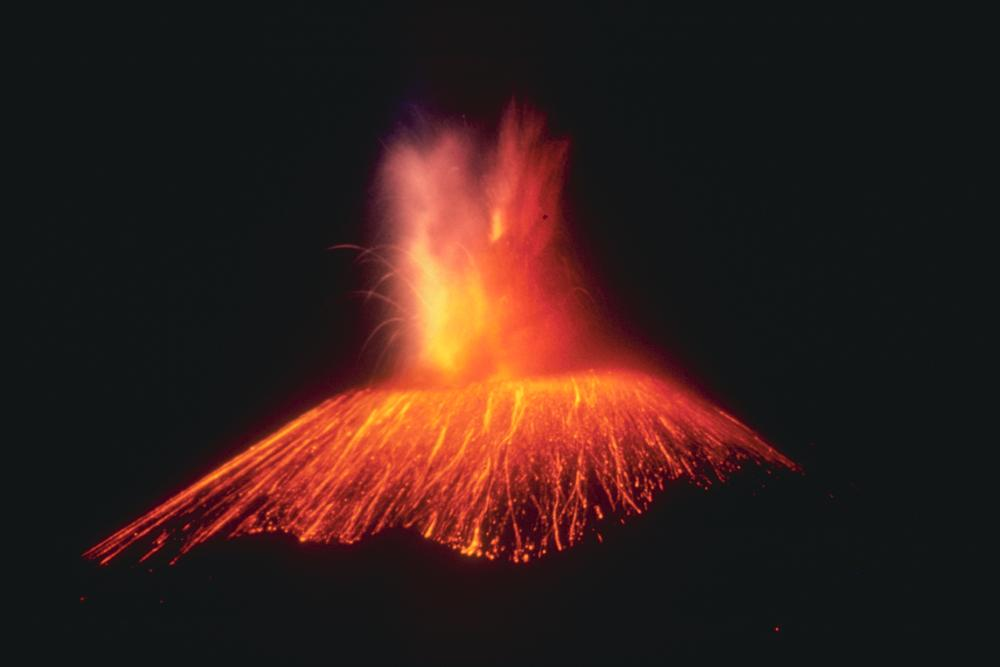
Erupția din 1943